# Оршанка (Советский район)
 Оршанка  — деревня в Советском районе Республики Марий Эл. Входит в состав Алексеевского сельского поселения.

## География
Находится в центральной части республики Марий Эл на расстоянии приблизительно 12 км по прямой на юго-запад от районного центра посёлка Советский.

## История
Известна с 1920 года, когда здесь проживало 96 жителей, в 1930 году в 25 хозяйствах жили 112 мари и 14 русских, в 1934 году 29 дворов с населением 100 человек. В начале 1970-х годов деревня попала в разряд неперспективных населённых пунктов. В 1974 году школу перевели в посёлок Алексеевский, закрыли магазин и медпункт. Деревня стала приходить в упадок. В 1964 году здесь проживали 34 семьи, в 1973 году осталось 26, в 1983 году — только 4, в 1993 — 2 семьи. В настоящее время населённый пункт существует как дачное поселение. В советское время работал колхоз имени Коминтерна.

## Население
Население составляло 0 человек в 2002 году, 1 в 2010.